# PZL.55

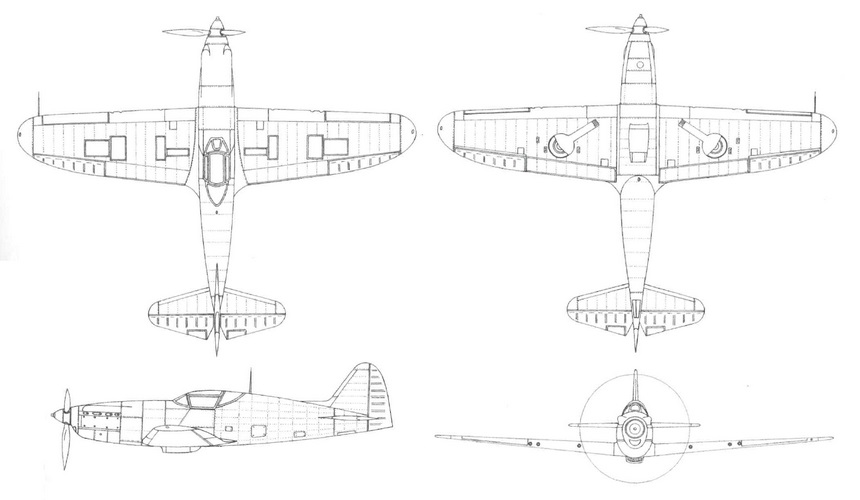
Disegni schematici del PZL.55

Il PZL P.55 era un caccia monomotore ad ala bassa sviluppato dall'azienda polacca Państwowe Zakłady Lotnicze di Varsavia negli anni trenta e rimasto allo stadio di progetto.

## Storia del progetto
Nel marzo 1939 il nuovo comandante dell'aviazione militare polacca, generale Józef Zając, chiese urgentemente alla Państwowe Zakłady Lotnicze di migliorare notevolmente le scarse prestazioni dell'aereo da caccia PZL.50 Jastrząb, che aveva appena iniziato le prove di volo. A seguito di un concorso interno, indetto dalla direzione della PZL, il progetto presentato dall'ingegner Dąbrowski sconfisse quello del PZL.56 Kania, elaborato dell'ingegner Wsiewołod Jakimiuk. Da notare che Jakimiuk aveva sviluppato anche un progetto parallelo, designato PZL.53 Jastrząb II.
Il progetto del nuovo aereo da caccia, designato PZL.55, fu sviluppato con urgenza tra il mese di giugno e l'agosto del 1939 dall'ingegner Dąbrowski a causa del precipitare della situazione internazionale.
Il progetto PZL.55 era il risultato di un'ulteriore evoluzione dell'aereo da turismo PZL.26 e di un progetto relativo ad un velivolo sportivo disegnato da Dąbrowski per sé stesso nel 1938. Le prime prove effettuate con un modello in scala di quest'ultimo velivolo, effettuate presso la galleria del vento dell'Istituto di Aerodinamica già nel 1938, diedero risultati estremamente positivi.
Sul nuovo aereo doveva essere installato il propulsore in linea Hispano-Suiza 12Z la cui licenza di produzione stava per essere acquistata dal governo polacco.
Per l'adozione del propulsore l'ingegner Dąbrowski esaminò dapprima il motore in linea Hispano-Suiza 12Y-51 erogante una potenza di 1.100 hp (809 kW), poi l'Hispano-Suiza 89 ter (con cannone da 20 mm sparante attraverso il mozzo dell'elica) da 1.280 hp (941 kW), optando infine per una sua evoluzione, l'Hispano-Suiza 12Z erogante sulla carta 1.400-1.600 CV (1030-1178 kW), che doveva essere disponibile a partire dal 1940.
L'ingegner Dąbrowski stimò che con il propulsore Hispano-Suiza 89 ter l'aereo potesse raggiungere una velocità massima di 660 km/h, mentre con l'Hispano-Suiza 12Z il velivolo avrebbe toccato i 700 km/h.
Tutto questo era previsto per il futuro in quanto i propulsori Hispano-Suiza 12Ydrs prodotti all'epoca dalla casa costruttrice francese, erogavano una potenza massima di circa 1.100 hp (810 kW). Il propulsore Hispano-Suiza 12Z non sarebbe stato pronto che nel 1941-1942.

## Tecnica
Il progetto PZL.55 prevedeva un aereo da caccia di costruzione interamente metallica, monoplano con ala bassa a sbalzo. Il carrello di atterraggio era triciclo posteriore completamente retrattile, con ruotino di coda, anch'esso retrattile.
Il propulsore previsto per l'installazione era un Hispano-Suiza 12Z a 12 cilindri a V, raffreddati a liquido, eroganti 1.600 CV, dotato di sistema di sovralimentazione a controllo manuale. Il sistema di raffreddamento del motore prevedeva un radiatore semiretrattile a controllo automatico.
La cabina di pilotaggio, monoposto, era adatta ai voli notturni, dotata di riscaldamento, aria condizionata, radio ricetrasmettitente, impianto di erogazione dell'ossigeno e sedile di pilotaggio corazzato. Inoltre era installato un parabrezza in vetro blindato.
L'aereo sarebbe stato potentemente armato. Infatti era prevista l'installazione di un cannone Hispano-Suiza HS.404 da 20 mm sparante attraverso il mozzo dell'elica, e otto mitragliatrici PWU Wz.36 da 7,92 mm installate quattro per semiala. Inoltre esisteva la possibilità di trasportare 500 chilogrammi di bombe sotto le ali o sotto la carlinga. Per la prima volta su un aereo polacco era prevista l'adozione di serbatoi del carburante integrati nelle ali.

## Impiego operativo
Il Comando Supremo dell'aviazione polacca dimostrò subito un notevole interesse per questo aereo da caccia. Il mock-up del velivolo fu pronto già all'inizio del mese di agosto del 1939 e venne subito autorizzata la costruzione di due prototipi. L'aeronautica militare polacca si aspettava che il primo prototipo del PZL.55 potesse iniziare le prove di volo nell'estate del 1940, mentre i primi velivoli di produzione dovevano giungere ai reparti intorno al 1942. Ogni sviluppo relativo al PZL.55 venne interrotto dallo scoppio della seconda guerra mondiale.
La precedente designazione attribuita all'aereo, PZL.62, risulta presumibilmente dovuta a un'interazione con l'ingegner Wsiewołod Jakimiuk che nell'estate del 1939 lavorava ad un progetto di rimotorizzazione della cellula del PZL.50 designato PZL.53 Jastrząb II, a volte erroneamente designato PZL.63, sviluppato parallelamente all'aereo da caccia di Dąbrowski. Infatti l'ingegner Dabrowski non si ricorda di tale designazione e non ha mai citato in alcun rapporto questo numero di progetto, che non risulta nemmeno in alcun documento della casa costruttrice.